# Louis Vermoelen
Louis Pancrace François Marie Vermoelen (Sint-Joost-ten-Node, 5 mei 1866 - Hoboken, 4 september 1950) was een Belgisch notaris en politicus voor de Katholieke Partij en het Katholiek Verbond van België.

## Levensloop
Jonkheer Vermoelen behoorde tot de adellijke familie Vermoelen, in het ancien régime heren van Theewinkel. Hij trouwde met Irma Desmedt, werd benoemd tot notaris in Hoboken en interesseerde er zich onmiddellijk voor de plaatselijke politiek. In 1904 werd hij verkozen als gemeenteraadslid en in 1912 als schepen van Hoboken en bleef dit tot in 1921.
In 1919 was hij van april tot november katholiek volksvertegenwoordiger voor het arrondissement Antwerpen. Zijn belangrijkste mandaat ging hij aan in 1921, toen hij tot provincieraadslid werd verkozen en onmiddellijk bestendig afgevaardigde werd, als medestander van de strekking Frans Van Cauwelaert. Hij vervulde dit mandaat tot aan zijn ontslag in 1932.
Hij was notaris in Hoboken van 1899 tot 1931. Hij werd opgevolgd door zijn zoon Alphonse Vermoelen (overleden in 1979), die notaris was van 1931 tot 1971. Hij was getrouwd met Ghislaine De Keukelaere, uit Brugge. Ze bleven kinderloos.
Onder de vier andere kinderen van Louis was er ook nog Joseph Vermoelen (1909-1986), die trouwde met Geneviève Coussement (1912-2005). Ze hadden drie dochters en een zoon, Jean Pancrace Vermoelen (1944-1973), die trouwde met Monique Vanleeuw. Ze kregen een zoon, Michaël Vermoelen (° 1972), die ongehuwd bleef.